# Рено V д’Обюссон
Рено V Прокажённый (Rainaud V d’Aubusson «le Lépreux») (ок.1130 — после 1185) — виконт Обюссона с ок. 1150.
Сын Рено IV д’Обюссона (ум. ок. 1150) и его жены Элии, происхождение которой не выяснено (согласно генеалогическим сайтам — Элис де Комборн, дочь Аршамбо III Бородатого, виконта де Комборна).
С 1147 года в составе войска короля Людовика Молодого участвовал в крестовом походе. В 1153 г. по пути из Святой земли был в Италии задержан по приказу императора Фридриха Барбароссы вместе со своим кузеном — епископом Кагора Жеро IV, и несколько месяцев провёл в заключении. По другим данным, это произошло в 1170 году.
В 1160-е гг. Рено V женился на Маргарите (Матебрюне) де Тюренн (р.1149/50), дочери Эбля III, виконта де Вантадура, и его первой жены Маргариты де Тюренн.
Дети:
- Ги I (ум. 1190 или позже), виконт Обюссона.
- Ранульф, пробст в Эво-ан-Комбрайль
- Гильом, аббат Клермонского монастыря
- Агнесса, жена Бернара I, сеньора де ла Рош-Эймон.

Рено V последний раз прижизненно упоминается в 1185 году и умер вскоре после этого. Возможно, что его вдова вышла замуж за Эскива I де Шабанэ.
Прозвище Рено V «Прокажённый» («le Lépreux») вероятно прямо не связано с самой болезнью.